# 江藤洋一
江藤 洋一（えとう よういち、1950年 - ）は、日本の弁護士。専門は企業法務、不動産。インテグラル法律事務所代表弁護士。司法研修所教官、司法試験考査委員、第一東京弁護士会会長、日本弁護士連合会副会長、関東弁護士会連合会理事長等を歴任。

## 人物・経歴
大分県立佐伯鶴城高等学校を経て、1974年一橋大学経済学部卒業。2004年、麹町にインテグラル法律事務所設立、同代表弁護士。2010年から第一東京弁護士会会長及び日本弁護士連合会副会長を務め東日本大震災に対応。2015年日本弁護士政治連盟副理事長・常務理事。2016年関東弁護士会連合会理事長。
専門は企業法務、不動産で、公益財団法人住宅リフォーム・紛争処理支援センター理事、常石造船監査役、ニチアス監査役、ジャパンディスプレイ監査役、法務省司法試験考査委員、法務省新司法試験実施に係る研究調査会委員、最高裁判所司法研修所教官、一般財団法人日本法律家協会監事、LAWASIA 東京大会 2017 組織委員会顧問等を歴任。
また、2013年に特定秘密の保護に関する法律が審議された際は、日本弁護士連合会秘密保全法制対策本部本部長代行を務め国会で参考人として説明を行った。2021年春の叙勲で旭日中綬章受章。

## 著作
- 「法科大学院の現状」（共著） Ichiben bulletin (419) 2008
- 「江藤会長に聞く」（共著） Ichiben bulletin (454) 2011
- 「藤田耕三先生に聞く「法曹養成問題」」（共著） Ichiben bulletin (425) 2008
- 「市民とともに歩む裁判員制度」（共著）自由と正義 60(3) (通号 722) 2009
- 「娘の結婚」自由と正義 63(2) (通号 758) 2012
- 「今、国民の知る権利が危ない！！ 「秘密保全法」の憲法適合性を問う」世界 (845) 2013